# 阿尔钦博第剧院

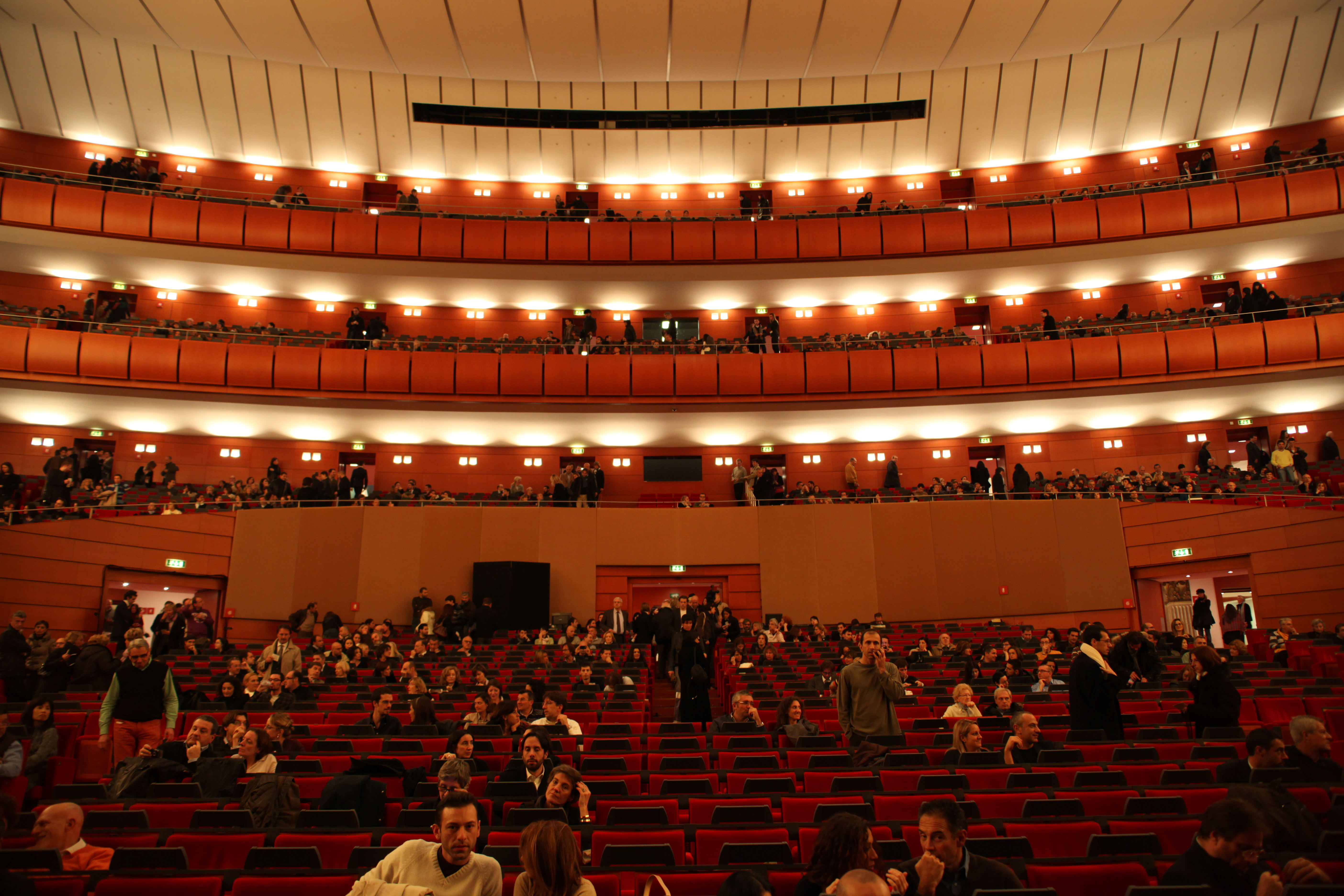
2009年米兰的阿尔钦博第剧院

阿尔钦博第剧院（Teatro degli Arcimboldi）是米兰的一座剧院，位于距离市中心4.5英里的比科卡区废弃的倍耐力轮胎厂。。2001年12月，在米兰的斯卡拉大剧院将要进行为期三年的整修之际，由维托里奥·格里高蒂与瑞士建筑师马里奥·博塔和伊丽莎白·法布里合作，利用厂房改建为剧院，两层建筑，扇形平面，有2,375个座位。2002年1月19日开幕，首场演出是朱塞佩·威尔第的歌剧《茶花女》。
一个不幸的意外曾导致剧院一度关闭了17天，2004年12月7日重新开放时成为斯卡拉公司的演出场地。
在阿尔钦博第剧院仍有许多不同类型的音乐表演。 